# Tadeusz Grabowski (dziennikarz)

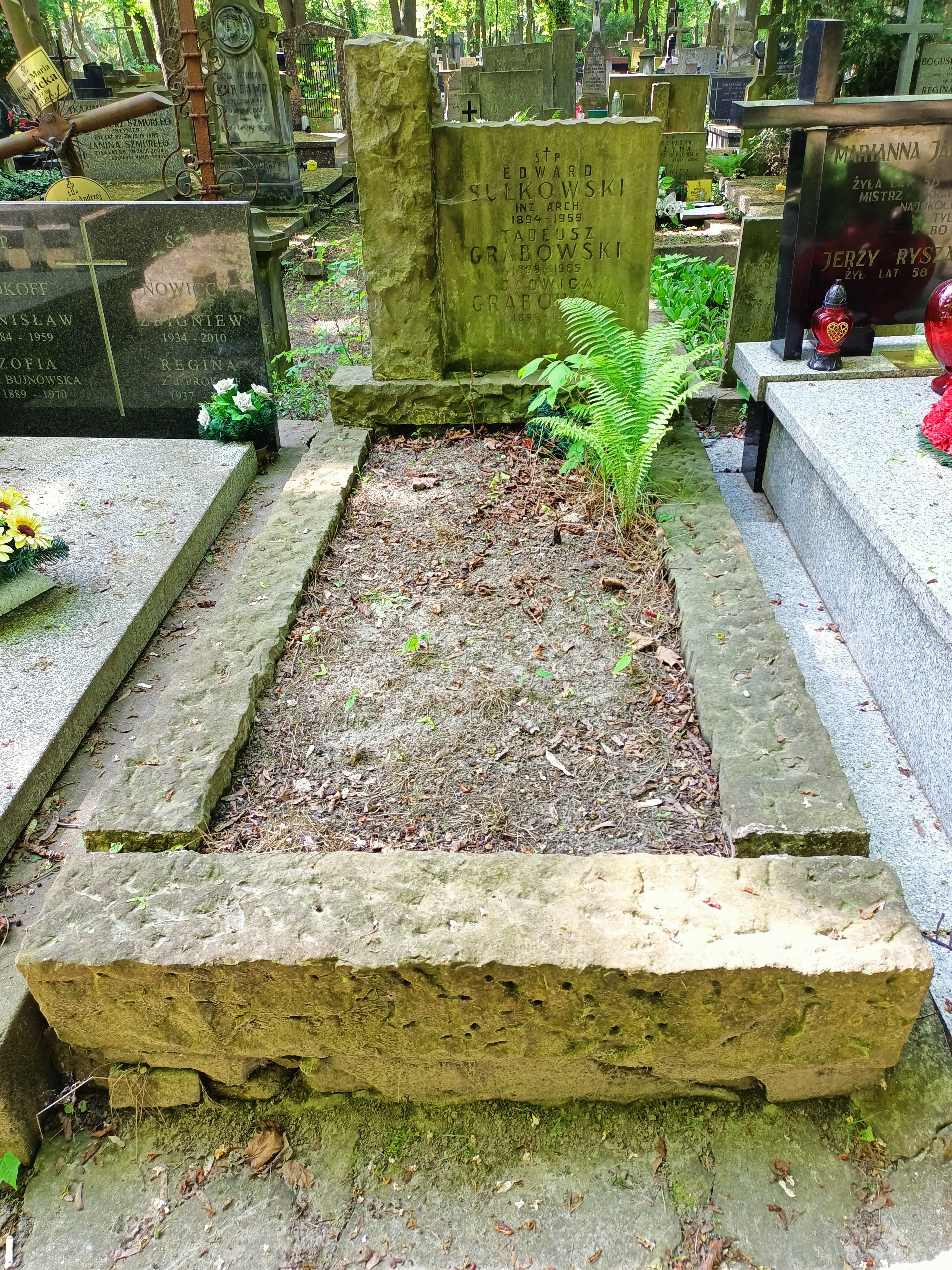
Grób Tadeusza Grabowskiego na Cmentarzu Powązkowskim

Tadeusz Andrzej Grabowski (ur. 2 października 1899 w Warszawie, zm. 18 lutego 1985 tamże) – polski piłkarz występujący na pozycji napastnika, dziennikarz sportowy

## Życiorys
Był jednym z twórców warszawskiego sportu. W latach 1916–1917 organizował turniej drużyn szkolnych na Agrykoli. W 1919 został zawodnikiem Polonii Warszawa. W latach 1919–1927 był podstawowym zawodnikiem drużyny. W 1926 został absolwentem Wyższej Szkoły Handlowej. Publikował w piśmie sportowiec pod pseudonimami Ostry i Orsza. Od 1 listopada 1920 do 30 kwietnia 1921 kierował tygodnikiem. Pełnił rolę referenta działu wychowania fizycznego i sportu Polskiego Komitetu Plebiscytowego. W maju 1921 uczestniczył w III powstaniu śląskim. Został odznaczony Krzyżem Walecznych i Krzyżem Śląskim. W latach 1920–1927 publikował wyłącznie o sporcie. W latach 1922–1923 był referentem sportowym w Gazecie Poniedziałkowej. W 1924 pracował w Echu Warszawy oraz był korespondentem na Letnie Igrzyska Olimpijskie w Paryżu. W tym samym roku publikował na łamach Stadjonu. W latach 1925–1935 publikował na łamach Przeglądu Sportowego. W 1925 rozpoczął pracę dla trybuny Polskiej, a następnie w Expressu Porannego i Kuriera Czerwonego. W 1936 został naczelnym magazynu pisma Auto i Technika Samochodowa. Po wojnie w latach 1950–1959 został sekretarzem redakcji miesięcznika Motoryzacja. W latach sześćdziesiątych był kierownikiem działu piłkarskiego Expressu Wieczornego. Odznaczony dwukrotnie Krzyżem Walecznych i Krzyżem Kawalerskim Orderu Odrodzenia Polski. Został pochowany na Cmentarzu Powązkowskim (kwatera 271, rząd 3, miejsce 6).
Brat Jerzego Grabowskiego.